# Focas
Flávio Focas Augusto, foi imperador bizantino de 602 a 610. Sucedeu ao imperador Maurício, e foi derrubado por Heráclio e seu pai, Heráclio, o Velho, depois de ter sido derrotado na guerra civil.

## Primeiros anos
Muito pouco se conhece dos primeiros anos da vida de Focas, embora se acredite que era oriundo da Trácia. Por volta de 600, era um oficial subalterno no exército romano que guarnecia a península dos Balcãs, e era, aparentemente, visto como um líder pelos seus camaradas de armas, tanto que foi membro da delegação enviada pelo exército nesse ano a Constantinopla para dar conta de queixas e agravos. Os Ávaros tinham derrotado os Bizantinos e feito um número elevado de prisioneiros, exigindo por eles um resgate. Maurício recusou-se a pagar e todos os prisioneiros foram assassinados, o que causou consternação em todo o exército. As queixas do exército foram rejeitadas e, de acordo com várias fontes, o próprio Focas foi humilhado e agredido por vários altos funcionários da corte.

## Golpe
Em 602, tendo fomentado a inquietação entre as legiões mediante reformas com o intuito de reduzir as despesas com a sua manutenção, Maurício ordenou ao exército dos Balcãs, então em campanha contra os Ávaros, que passasse o Inverno a norte do Danúbio, ou seja, do lado não fortificado do rio. Por entre revoltas generalizadas de Edessa à Europa, o exército dos Balcãs revoltou-se quase imediatamente e pôs-se em marcha a caminho da capital, comandado por Focas. Em um mês apenas o governo de Maurício caía, o imperador abdicava e fugia da cidade, e os "Verdes" aclamaram Focas imperador. Foi coroado na igreja de São João Baptista e a sua mulher Leôncia recebeu o título de augusta. Maurício, que pequena ameaça era, foi arrancado ao seu refúgio monástico em Calcedônia e assassinado, juntamente com os seus cinco filhos, diz-se que estes perante os olhos do pai. Os cadáveres foram atirados ao mar e as suas cabeças exibidas em Constantinopla antes de Focas organizar um funeral cristão para os restos do seu profundamente religioso antecessor.
O governo de Focas foi bem vindo, para muitos, uma vez que o imperador começou por reduzir os impostos, que eram altos durante o reinado de Maurício. O próprio papa Gregório I demonstrou apreço pelo imperador nas cartas que lhe dirigiu, em particular a reforma agrária das terras da Igreja em Itália e na Sicília, que veio a ser seguida pelos patriarcas ortodoxos do Egito. Esta consistia em nomear "reitores" como administradores dos latifúndios e em eliminar toda a espécie de intermediários que exploravam os lavradores, reduzindo estes à miséria ao mesmo tempo que limitavam os lucros do proprietário.
Focas, no entanto, viu-se confrontado com bastante oposição, e era visto por muitos como um "populista"; o seu golpe de Estado fora a primeira mudança de governo violenta desde a fundação da cidade por Constantino I. As crónicas registaram a sua reacção à oposição como sendo cruel, assassinando milhares de pessoas no esforço de conservar o poder. Isto é, provavelmente, um exagero: não chegaram até nós quaisquer registos independentes de Focas, e por isso dependemos dos relatos dos cronistas pagos pelos sucessores de Focas, os quais tinham interesse em denegrir a sua memória.

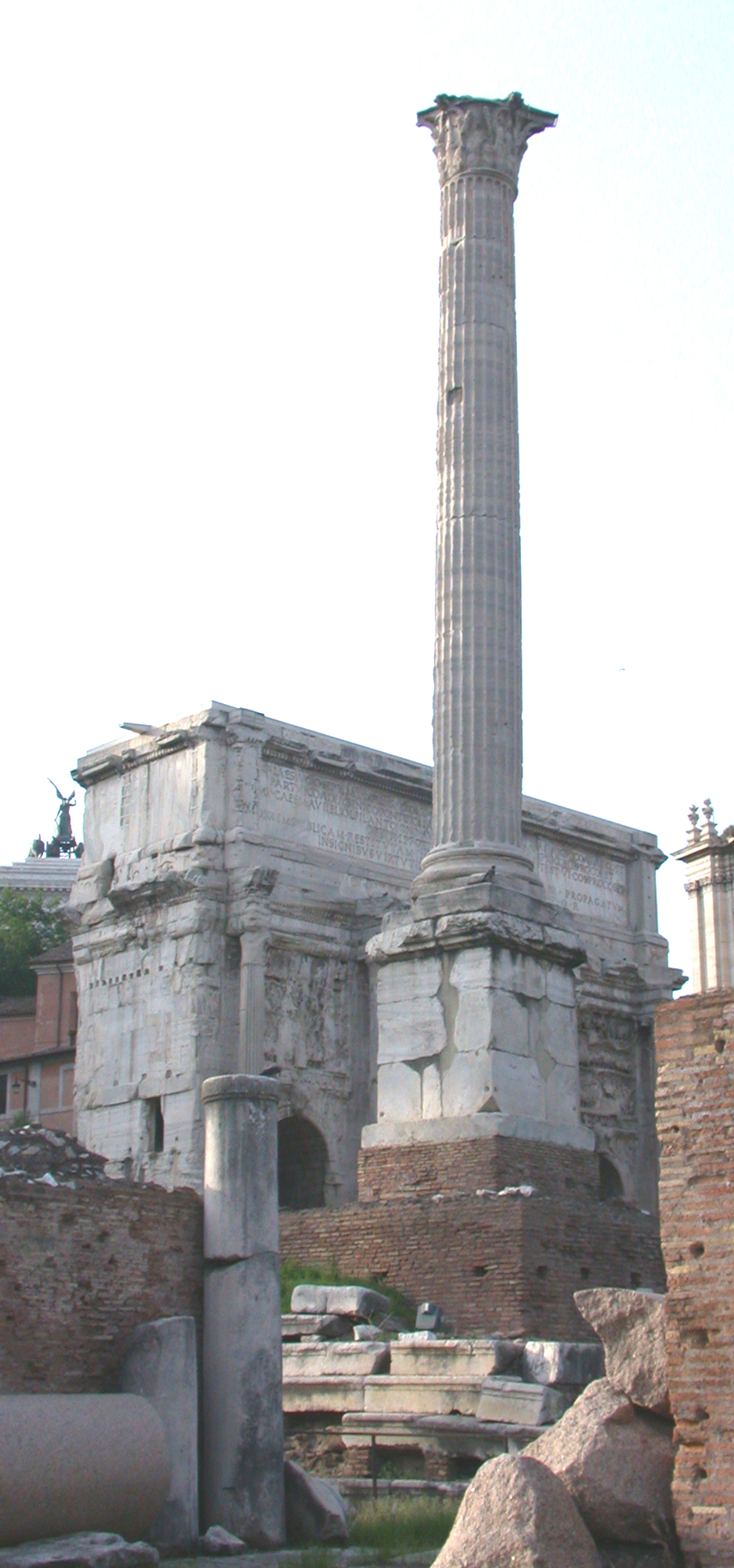
A Coluna de Focas, o último monumento a ser erigido no Fórum Romano.

A soberania sobre a cidade de Roma  pertencia aos Bizantinos no reinado de Focas, após as conquistas durante o reinado de Justiniano I, embora fosse o papa a figura mais importante da cidade. Focas apoiou os papas em muitas das controvérsias teológicas do seu tempo, e por conseguinte sempre teve boas relações com a Santa Sé. Focas ofereceu o Panteão ao papa Bonifácio IV para que este o transformasse em igreja; o imperador também interveio para repôr Esmaragdo no Exarcado de Ravena, e em agradecimento Esmaragdo fez erguer no Fórum uma estátua dourada sobre a rededicada "Coluna de Focas" (representada à direita), com uma nova inscrição em honra do imperador. A coluna coríntia e o plinto de mármore já se encontravam in situ, tendo sido reutilizados de outros monumentos anteriores. Foi o último monumento a ser erigido no Fórum Romano.
Foi durante o reinado de Focas que as fronteiras tradicionais do Império Romano do Oriente começaram a ceder. Os Bálcãs tinham sido vítimas de incursões pelo Ávaros e pelo Eslavos; com a retirada do exército do Danúbio estes ataques ganharam em intensidade, e os bárbaros chegaram até Atenas. Também a Oriente a situação era grave. O xá Cosroes II recebera auxílio de Maurício numa guerra civil no Império Sassânida; a morte do seu antigo aliado serviu-lhe de pretexto para atacar o império. Acolheu na sua corte um indivíduo que se fazia passar por Teodósio, filho de Maurício; organizou a coroação desse pretendente e exigiu que os Bizantinos o acolhessem como seu imperador. Cosroes também se aproveitou da fragilidade militar do Império Bizantino: prestou auxílio a Narses, um general que se recusara a aceitar a autoridade de Focas e que fora cercado em Edessa por tropas leais a Focas. Esta expedição fez parte da guerra de desgaste que Cosroes conduziu contra as fortalezas Bizantinas no norte da Mesopotâmia, e por volta de 607 os sassânidas já controlavam o curso do Eufrates.

## Deposição
Em 608, o Exarca da África, Heráclio, o Velho, e o seu filho, também chamado Heráclio, deram início a uma revolta contra Focas, cunhando moedas que os representavam com as insígnias consulares (mas não imperiais). Focas respondeu mandando executar a ex-imperatriz Constantina e as suas três filhas. Nicetas, sobrinho de Heráclio, o Velho, comandou uma invasão terrestre do Egito; o Heráclio mais novo embarcou rumo a Leste com outro exército através da Sicília e de Chipre. Com o início da guerra civil registaram-se graves distúrbios nas províncias da Síria e da Judeia. Focas enviou o seu general Bonoso para pôr fim aos motins e reconquistar o Egito. Bonoso afogou as revoltas com tamanha violência que as suas atrocidades eram ainda lembradas séculos mais tarde; depois trouxe quase todo o exército do Oriente na sua campanha do Egito, na qual foi derrotado por Nicetas. Os sassânidas aproveitaram-se desta situação e ocuparam territórios significativos nas províncias orientais, chegando mesmo a penetrar na Anatólia.
Em 610, Heráclio, o Jovem, alcançara Constantinopla, e a maior parte dos militares leais a Focas ou tinham sido derrotados ou tinham mudado de lado. Alguns aristocratas Bizantinos vieram ao encontro de Heráclio nas proximidades da capital e aclamaram-no imperador. Ao entrar em Constantinopla os Excubitores, uma unidade de elite da guarda imperial comandada por Prisco, genro de Focas, desertaram em massa para Heráclio, que  conseguiu se apoderar da cidade sem grande resistência. Focas foi capturado e trazido perante Heráclio, que lhe perguntou: "É assim que tens governado, infeliz?" Focas replicou, "E tu, governarás melhor?" Furioso, Heráclio matou e decapitou Focas, cujo corpo foi mutilado, arrastado pelas ruas de Constantinopla e em seguida queimado.